# Formación Anacleto
La Formación Anacleto es una formación geológica del Cretácico superior de la Cuenca Neuquina, cuyos afloramientos se ubican en las provincias argentinas de Neuquén, Río Negro, y Mendoza. La Formación Anacleto cubre la Formación Bajo de la Carpa que, al igual que esta unidad, pertenece al Subgrupo Río Colorado. Es cubierta en discordancia por la Formación Allen perteneciente al Grupo Malargüe.
Esta unidad posee un espesor variable que abarca los 40-60 m y las dataciones realizadas sobre la misma sugieren la ubican en el Campaniano inferior a medio.

## Antecedentes
Esta unidad data de comienzos del siglo XX, cuando distintos geocientistas reconocieron esta unidad y realizaron las primeras descripciones de la misma. La localidad tipo de esta formación se ubica en la Aguada de Anacleto, a 50 km al oeste de la ciudad de Neuquén.

## Distribución areal
Los afloramientos de esta unidad se ubican principalmente en la provincia de Neuquén. En el sector oeste, se encuentran sobre la pendiente oriental de la Sierra Barrosa, mientras que hacia el oeste es posible encontrar afloramientos en los cerros Senillosa, Moro, y Lulú.
Otros afloramientos de esta unidad se encuentran en ambas márgenes del río Neuquén, sobre la margen izquierda del Río Negro, en las proximidades del Lago Pellegrini y en el sector oriental del bajo de Añelo.

## Litología
Esta formación está compuesta predominantemente por sedimentos pelíticos de coloraciones rojizas, moradas y con intercalaciones de coloración verde. Dichas sedimentitas poseen un alto contenido de micas, así como también concreciones calcáreas y geodas calcáreas. Las porciones basales de esta unidad se caracterizan por limonitas gris-verdosas y delgadas intercalaciones de areniscas, mientras que la parte superior es únicamente pelítica.

## Ambiente depositacional
Los estudios geológicos realizados en esta unidad sugieren que la misma se depositó principalmente en un ambiente fluvial de baja energía, donde los cursos fluviales divagaban en amplias llanuras aluviales.

## Relaciones estratigráficas
Esta unidad se asienta sobre la Formación Bajo de la Carpa mediante un contacto transicional que está evidenciado por la disminución del contenido de arena y el aumento del contenido arcilloso de las facies. De manera contrapuesta, la Formación Anacleto se encuentran cubierta por una discordancia que la separa del Grupo Malargüe. Esta discordancia es claramente visible en las cercanías de Cinco Saltos, donde se puede ver el cambio litológico existente entre esta formación y la base del Grupo Malargüe, representada por la Formación Allen.

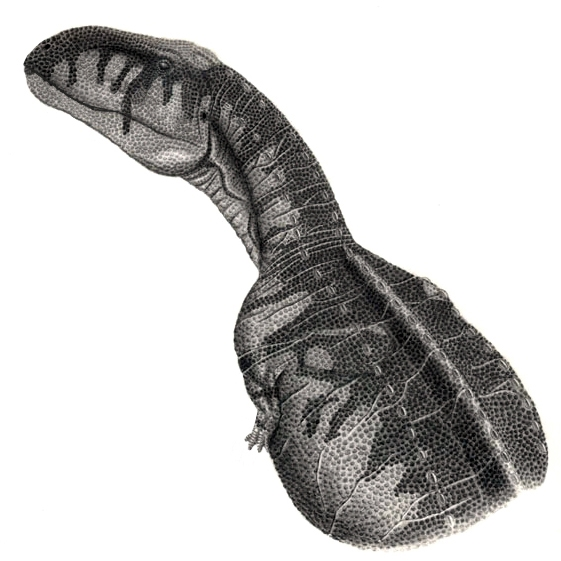
Dibujo de dinosaurio terópodo Abelisaurus comahuensis.

## Fósiles encontrados
En la Formación Anacleto han sido hallados numerosos fósiles, sobre todo de dinosaurios, incluyendo:
- Terópodos, que incluyen a los abelisáuridos Abelisaurus y Aucasaurus y otro todavía sin describir.
- Saurópodos, como el Antarctosaurus, Pellegrinisaurus, Titanosaurus y Neuquensaurus. Se han descubierto nidos donde los dinosaurios ponían sus huevos en grandes cantidades, muchos con embriones preservados en su interior. Un ejemplo sería la famosa localidad Auca Mahuevo, cuyos vestigios se han atribuido a titanosaurios y a otros denominados como Megaloolithus patagonicus.[13]
- Ornitópodos, como el Gasparinisaura.
- Mamíferos.
- Reptiles, tales como lagartos (suborden Lacertilia), serpientes (Dinilysia), tortugas (Chelonia), y cocodrilos (Crocodylia).
- Huellas de aves.